# Al Selal
Al Selal (in arabo الصلال‎?), è una comunità dell'Emirato di Dubai, negli Emirati Arabi Uniti. Si trova nel Settore 9 nella zona sud di Dubai.

## Territorio
Il territorio della comunità occupa una superficie di 170,7 km² nella zona meridionale di Dubai.
L'area è delimitata a nord dalla Jabal Ali-Lehbab Road (E 77), a est dalla Saih Al Salam Street (D 42), a sud dalla comunità di Mugatrah e Saih Al Salam Street (D 42) e a ovest dalla Emirates Road (E 611).
Il territorio della comunità è totalmente desertico e ricade totalmente all'interno della Riserva di conservazione del deserto di Al Marmoom, l'area protetta più grande di Dubai.
La parte occidentale della comunità è attraversata da Etihad Rail.
Ci sono alcune attrazioni turistiche nella comunità
- Expo 2020 Lake: un lago a forma di logo di Expo 2020 a sud.
- Oryx Viewing Platform: una riserva naturale lungo Saih Al Salam Street.
- Dubai Endurance City: Condiviso con Mugatrah, Ghadeer Barashy e Saih Al Salam, con l’ippodromo